# Steve Mbikayi Mabuluki
Steve Mbikayi Mabuluki né le 23 janvier 1964 à kasansa dans la province du  Kasaï occidental, est une personnalité politique de la république démocratique du congo. Il est ministre des Actions humanitaires et de la Solidarité nationale au sein du gouvernement Ilunga depuis le 26 aout 2019 sous la présidence de Félix Tshisekedi.

## Biographie
Steve Mbikayi Mabuluki est né le 23 janvier 1964 au Kasaï-Occidental.
En mars 2022, Steve Mbikayi Mabuluki souhaite le changement vers un régime présidentiel et un passage de la durée du mandat de 5 à 7 ans.
En janvier 2024, après publication des résultats provisoires des élections législatives du 20 décembre 2023, il est élu député national du district Mont-Amba dans la ville-province de Kinshasa.